# Movimento Hasm
Il Movimento delle Braccia d'Egitto (in arabo حركة سواعد مِصر‎? Ḥarakat Sāwa'd Miṣr), comunemente noto come Movimento Hasm (in arabo حسم‎?), è un gruppo terroristico di matrice islamista attivo in Egitto.

## Storia
Le attività del Movimento Hasm prendono avvio nel 2015, quando il gruppo si costituisce nell'ambito della rete transnazionale del terrorismo islamista. Tuttavia, fa la sua comparsa nelle cronache solo il 5 agosto 2016, quando alcuni membri di Hasm rivendicano il tentato omicidio di ʿAlī Jumʿa, ex Gran Mufti d'Egitto in carica dal 2003 al 2013.
Il 29 settembre dello stesso anno il Movimento tentò di uccidere il procuratore generale aggiunto Zakaria Abdel Aziz mentre stava tornando a casa dal suo ufficio. La bomba fortunatamente mancò sia Aziz che il suo entourage, mentre ferì lievemente un passante.
Poco più di un mese dopo, il 4 novembre, il gruppo rivendicò un attentato ad Ahmed Aboul Fotouh, uno dei tre membri della giuria che l'anno precedente aveva condannato l'ex Presidente Mohamed Morsi a vent'anni di carcere.
Ancora nel 2016, precisamente il 9 dicembre, il Movimento Hasm rivendicò un altro attentato, stavolta a un posto di blocco non lontano dalla Necropoli di Giza, alla periferia occidentale del Cairo. Il bilancio dell'attacco fu di sei vittime, tutti agenti di polizia.
Rimasto silente per quasi tre anni, il gruppo tornò a far parlare di sé l'11 aprile 2019 quando le forze governative egiziane uccisero 6 membri del gruppo in uno scontro armato. Pochi mesi dopo, il 4 agosto, in seguito a un attentato nel cuore del Cairo che provocò 20 morti e 47 feriti, Hasm fu accusato di esserne il responsabile. Il gruppo tuttavia negò ripetutamente il proprio coinvolgimento nell'attacco.

## Relazioni internazionali
Al 2020 il Movimento Hasm è considerato un gruppo terroristico dai seguenti paesi:
| Paese                 | Data             | Note   |
| --------------------- | ---------------- | ------ |
| Regno Unito           | 22 dicembre 2017 | [ 9 ]  |
| Stati Uniti d'America | 31 gennaio 2018  | [ 10 ] |